# Echo (monte submarino)
El monte submarino Echo es un guyot situado en el océano Atlántico, en la provincia volcánica de Canarias. Situado en un lecho con una profundidad máxima de 3700 metros, su cumbre asciende hasta una profundidad media de 350 metros de profundidad con algunas prominencias situadas a una profundidad de 255 m.